# السمنة (بعدان)

تعديل مصدري - تعديل

السمنة هي إحدى قرى عزلة العذارب بمديرية بعدان التابعة لمحافظة إب، بلغ تعداد سكانها 44 نسمة حسب تعداد اليمن لعام 2004.